# Madarassy-Beck Nándor
Báró madarasi Madarassy-Beck Nándor, 1906-ig Beck (Madaras, 1839. augusztus 8. – Budapest, 1909. február 16.) bankár, közgazdász, Madarassy-Beck Gyula apja, Madarassy-Beck Miksa testvére, Madarassy-Beck Marcell nagybátyja és Madarassy Zsuzsa nagyapja.

## Élete
Beck Dávid és Berger Sára (Lotti) fia. Bankszakmai ismereteit Bécsben szerezte. Tanulmányai elvégzése után a Credit-Anstalt für Gewerbe und Handel pesti fiókjánál dolgozott. 1867-ben az Angol-Magyar Bank főtisztviselője lett. 1869-ben az akkor alapított Magyar Jelzálog Hitelbankhoz került. 1871-ben a hitelbank választmánya egyhangúlag igazgatónak választotta. Vezérigazgatói működése során a jelzáloghitelt az ország egész területére kiterjesztette. 1899–1907-ben bankjának, valamint a Magyar Agrár és Járadékbank Rt. és a Magyar Telepítő és Parcellázó Bank Rt. elnöke volt. Tagja volt a Magyar Villamossági Rt., a Budapesti Giro és Pénztáregylet és a Horvát-Szlavon Országos Jelzálog-Bank Rt. igazgatóságának. Szakcikkei névtelenül különféle szaklapokban és napilapokban jelentek meg.
1893-ban I. Ferenc József a III. osztályú Vaskorona-renddel ismerte el a köz- és államgazdaság terén tett kiváló szolgálatait. Két évvel később a tőkés gazdálkodás érdekében kifejtett tevékenységének elismeréseképpen magyar nemességet kapott madarasi előnévvel. 1902-ben az uralkodó udvari tanácsossá nevezte ki. 1906-ban a közgazdaság terén kifejtett hasznos tevékenysége elismeréséül magyar bárói címet kapott.
Sírja a Salgótarjáni utcai zsidó temetőben található.

## Családja
Felesége Schön Laura (1852–1911) volt, akit 1872. május 26-án vett nőül.
Gyermekei
- Madarassy-Beck Gyula (1873–1939) bankár, jogász
- Beck Ödön (1874–?)
- Madarassy-Beck Ilona (1880–?) festő

## Elismerései
- III. osztályú Vaskorona-rend (1893)
- Udvari tanácsos (1902)